# Доња Врежина
Доња Врежина је насељено место градске општине Пантелеј на подручју града Ниша у Нишавском управном округу. Налази се на око 5 km источно од центра града, на подручју ушћа Матејевачког и Бреничког потока у Нишаву. Према попису из 2022. било је 7085 становника (према попису из 2002. било је 4088 становника). У насељу се налази издвојено одељење основне школе „Мирослав Антић”.

## Историја
Атар насеља Доња Врежина као и суседних села били су насељени још у праисторији. Праисторијски налази откривени су на потезу Чардак и на подручју источно од манастира (сада црква Успења Пресвете Богородице) и Римске чесме, а у насељу су откривени и антички налази. Античко насеље, као и данашње, налазило се на обалама реке Нишаве. По свом положају античка Врежина је била најближе насеље (преко реке Нишаве) насељу Медијана (лат. Mediana). Медијана је за време Римског царства била луксузно предграђе касноантичког града и војног логора Наис (лат. Naissus), где је поред реке Нишаве био саграђен велелепни царски летњиковац цара Константина Великог, који је рођен у римском граду Наису, тј. данашњем Нишу.
Према попису из 1498. године, село је имало 32 куће, 8 неожењених, 5 удовичких кућа, 2 муслиманске куће и дажбине у износу 5.332 аспре. Припадала је као спахилук Хизир-аги из Пирота, а једну воденицу са два камена држао је у свом власништву вакуф покојног Сулејман-паше из Ниша.
Према турском попису нахије Ниш из 1516. године, место је било једно од 111 села нахије и носило је назив Доња Врезина, а имало је 35 кућа, 4 удовичка домаћинства, 3 самачка домаћинства, 2 муслимана.
Године 1841, током Нишке буне, село је делимично спаљено.
Ослобођење од Турака дочекано је са око 40 домова након чега је село почело да доживљава свој успон захваљујући доброј земљи и близини Ниша. Године 1895. село је имало 44 домаћинства и 328 становника, а 1930. године 69 домаћинстава и 434 становника.
Најинтензивнији развој остварује се након Другог светског рата када 1960-70. година постаје приградско насеље Ниша. Данас се званично води као део града.

## Демографија
У насељу Доња Врежина живи 5485 пунолетних становника, а просечна старост становништва износи 38,9 година (38,5 код мушкараца и 39,3 код жена). У насељу има 2163 домаћинства, а просечан број чланова по домаћинству је 3,12.
Ово насеље је великим делом насељено Србима (према попису из 2002. године), а у последња три пописа, примећен је пораст у броју становника. По резултатима пописа становништва из 2011. године, Доња Врежина има 6758 становника и 2163 домаћинства.
|  |

| Демографија | Демографија | Демографија |
| Година      | Становника  | Становника  |
| ----------- | ----------- | ----------- |
| 1948.       | 552         |             |
| 1953.       | 600         |             |
| 1961.       | 818         |             |
| 1971.       | 1.355       |             |
| 1981.       | 2.270       |             |
| 1991.       | 2.696       | 2.659       |
| 2002.       | 4.088       | 4.144       |
| 2011.       | 6.758       |             |
| 2022.       | 7.085       |             |

| Етнички састав према попису из 2002.‍ | Етнички састав према попису из 2002.‍ | Етнички састав према попису из 2002.‍ | Етнички састав према попису из 2002.‍ | Етнички састав према попису из 2002.‍ |
| ------------------------------------ | ------------------------------------ | ------------------------------------ | ------------------------------------ | ------------------------------------ |
|                                      |                                      |                                      |                                      |                                      |
| Срби                                 | Срби                                 |                                      | 3.924                                | 95,98%                               |
| Роми                                 | Роми                                 |                                      | 31                                   | 0,75%                                |
| Бугари                               | Бугари                               |                                      | 11                                   | 0,26%                                |
| Југословени                          | Југословени                          |                                      | 7                                    | 0,17%                                |
| Црногорци                            | Црногорци                            |                                      | 6                                    | 0,14%                                |
| Македонци                            | Македонци                            |                                      | 6                                    | 0,14%                                |
| Хрвати                               | Хрвати                               |                                      | 4                                    | 0,09%                                |
| Немци                                | Немци                                |                                      | 1                                    | 0,02%                                |
| Албанци                              | Албанци                              |                                      | 1                                    | 0,02%                                |
| непознато                            | непознато                            |                                      | 21                                   | 0,51%                                |

| Година пописа     | 1948. | 1953. | 1961. | 1971. | 1981. | 1991. | 2002. |
| ----------------- | ----- | ----- | ----- | ----- | ----- | ----- | ----- |
| Број домаћинстава | 97    | 102   | 184   | 343   | 600   | 774   | 1.254 |

| Број чланова      | 1   | 2   | 3   | 4   | 5   | 6  | 7 | 8 | 9 | 10 и више | Просек |
| ----------------- | --- | --- | --- | --- | --- | -- | - | - | - | --------- | ------ |
| Број домаћинстава | 130 | 258 | 279 | 416 | 105 | 52 | 9 | 4 | 1 | 0         | 3,26   |

| Пол    | Укупно | Неожењен/Неудата | Ожењен/Удата | Удовац/Удовица | Разведен/Разведена | Непознато |
| ------ | ------ | ---------------- | ------------ | -------------- | ------------------ | --------- |
| Мушки  | 1.670  | 442              | 1.131        | 63             | 28                 | 6         |
| Женски | 1.686  | 345              | 1.141        | 134            | 62                 | 4         |
| УКУПНО | 3.356  | 787              | 2.272        | 197            | 90                 | 10        |

| Пол    | Укупно                    | Пољопривреда, лов и шумарство | Рибарство                            | Вађење руде и камена | Прерађивачка индустрија       |
| ------ | ------------------------- | ----------------------------- | ------------------------------------ | -------------------- | ----------------------------- |
| Мушки  | 839                       | 3                             | 0                                    | 1                    | 236                           |
| Женски | 678                       | 11                            | 0                                    | 1                    | 196                           |
| УКУПНО | 1.517                     | 14                            | 0                                    | 2                    | 432                           |
| Пол    | Производња и снабдевање   | Грађевинарство                | Трговина                             | Хотели и ресторани   | Саобраћај, складиштење и везе |
| Мушки  | 10                        | 65                            | 106                                  | 16                   | 138                           |
| Женски | 6                         | 7                             | 114                                  | 26                   | 35                            |
| УКУПНО | 16                        | 72                            | 220                                  | 42                   | 173                           |
| Пол    | Финансијско посредовање   | Некретнине                    | Државна управа и одбрана             | Образовање           | Здравствени и социјални рад   |
| Мушки  | 4                         | 23                            | 57                                   | 29                   | 31                            |
| Женски | 11                        | 11                            | 22                                   | 38                   | 98                            |
| УКУПНО | 15                        | 34                            | 79                                   | 67                   | 129                           |
| Пол    | Остале услужне активности | Приватна домаћинства          | Екстериторијалне организације и тела | Непознато            | Непознато                     |
| Мушки  | 17                        | 0                             | 0                                    | 103                  | 103                           |
| Женски | 17                        | 0                             | 0                                    | 85                   | 85                            |
| УКУПНО | 34                        | 0                             | 0                                    | 188                  | 188                           |

## Саобраћај
До насеља се може доћи градском линијом Бубањ—Доња Врежина, као и приградским линијама ПАС Ниш—Врело (линија бр. 16), ПАС НИШ—Ореовац (линија бр. 17) и ПАС НИШ—Горња Врежина (линија бр. 17Л). Све поменуте линије имају по више стајалишта у насељу.